# Joseph Sakic
Vous lisez un « article de qualité » labellisé en 2008.
Pour les articles homonymes, voir Sakic.
Temple de la renommée : 2012
Temple de la renommée de l'IIHF : 2017
Joseph Steve Sakic, dit Joe Sakic, né le 7 juillet 1969, à Burnaby, ville de la banlieue de Vancouver en Colombie-Britannique, province du Canada, est un joueur professionnel canadien de hockey sur glace de la Ligue nationale de hockey, qui évoluait avec l'Avalanche du Colorado. Il est actuellement le directeur général du club, poste qu'il occupe depuis la saison 2014-2015.
Il a joué toute sa carrière avec la même franchise qui portait auparavant le nom de Nordiques de Québec. Au cours de sa carrière, il dépasse à deux reprises la barre des 50 buts et six fois celle des 100 points en une saison, menant son équipe à la Coupe Stanley deux fois, en 1996 et 2001. Il est également un élément important de l'équipe du Canada depuis 1987 avec les juniors et depuis 1991 avec l'équipe senior. Il annonce sa retraite le 9 juillet 2009.

## Biographie

### Carrière en club

#### Ses débuts en junior

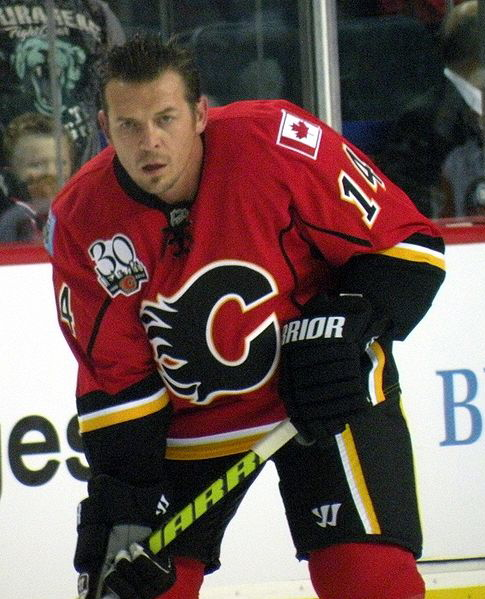
Sakic et Theoren Fleury (ici sous les couleurs des Flames de Calgary) remportent le trophée Bob-Clarke en 1988.

Il commence sa carrière dans l'association de hockey amateur de la Colombie-Britannique, la British Columbia Amateur Hockey Association en 1985 avec l'équipe de sa ville natale, Burnaby BC Selects. À l'issue de la saison, il totalise 156 points en 80 matchs. Il est alors remarqué par les dirigeants des Broncos de Lethbridge, équipe de la Ligue canadienne de hockey (désignée par le sigle LCH) qui évolue dans la Ligue de hockey de l'Ouest (LHOu) et joue trois matchs de la fin de la saison de l'équipe.
En 1986-1987, lorsque les Broncos quittent Lethbridge pour Swift Current, le jeune Sakic les suit et inscrit 133 points pour sa première saison complète dans la LHOu. Il est nommé meilleure recrue de l'année de la LHOu et remporte le trophée Jim-Piggott, à égalité avec Dennis Holland, joueur des Winter Hawks de Portland. Même si les résultats sont bons pour l'équipe, celle-ci connaît une tragédie un soir de décembre 1986. Au retour d'un match, le chauffeur du bus perd le contrôle de son véhicule et quatre joueurs de l'équipe meurent sur le coup (Trent Kresse, Scott Kruger, Chris Mantyka, et Brent Ruff). Sakic ne subit aucun dommage personnel mais la perte de ses coéquipiers, alors qu'il n'est âgé que de 17 ans, lui ouvre les yeux sur la valeur de la vie. Derniers qualifiés, les Broncos sont éliminés au premier tour des séries éliminatoires par les Raiders de Prince Albert.
Au cours de l'été qui suit, il participe au repêchage d'entrée dans la Ligue nationale de hockey et est choisi uniquement en tant que 15e choix de la première ronde. Ce sont les Nordiques de Québec qui jettent leur dévolu sur le jeune Sakic mais après qu'il a participé à quelques entraînements, il décide de retourner à Swift Current pour parfaire son jeu.
Pour sa deuxième saison dans la LHOu, il totalise encore 160 points et reçoit le prix du meilleur joueur de la saison de la LHOu et ainsi que le prix du meilleur joueur de la LCH. Le prix de la saison de la LHOu est d'ailleurs nommé en l'honneur des quatre jeunes tués la saison passée : Trophée commémoratif des quatre Broncos. Les Broncos réussissent à passer le premier tour des séries mais pas le deuxième, perdant contre les Blades de Saskatoon premiers de la saison régulière. En plus des deux trophées de meilleurs joueurs de la LHOu et de la LCH, Sakic remporte le trophée Bob-Clarke du meilleur pointeur de la saison de la LHOu ; il est alors à égalité avec Theoren Fleury des Warriors de Moose Jaw.

#### Les Nordiques de Québec

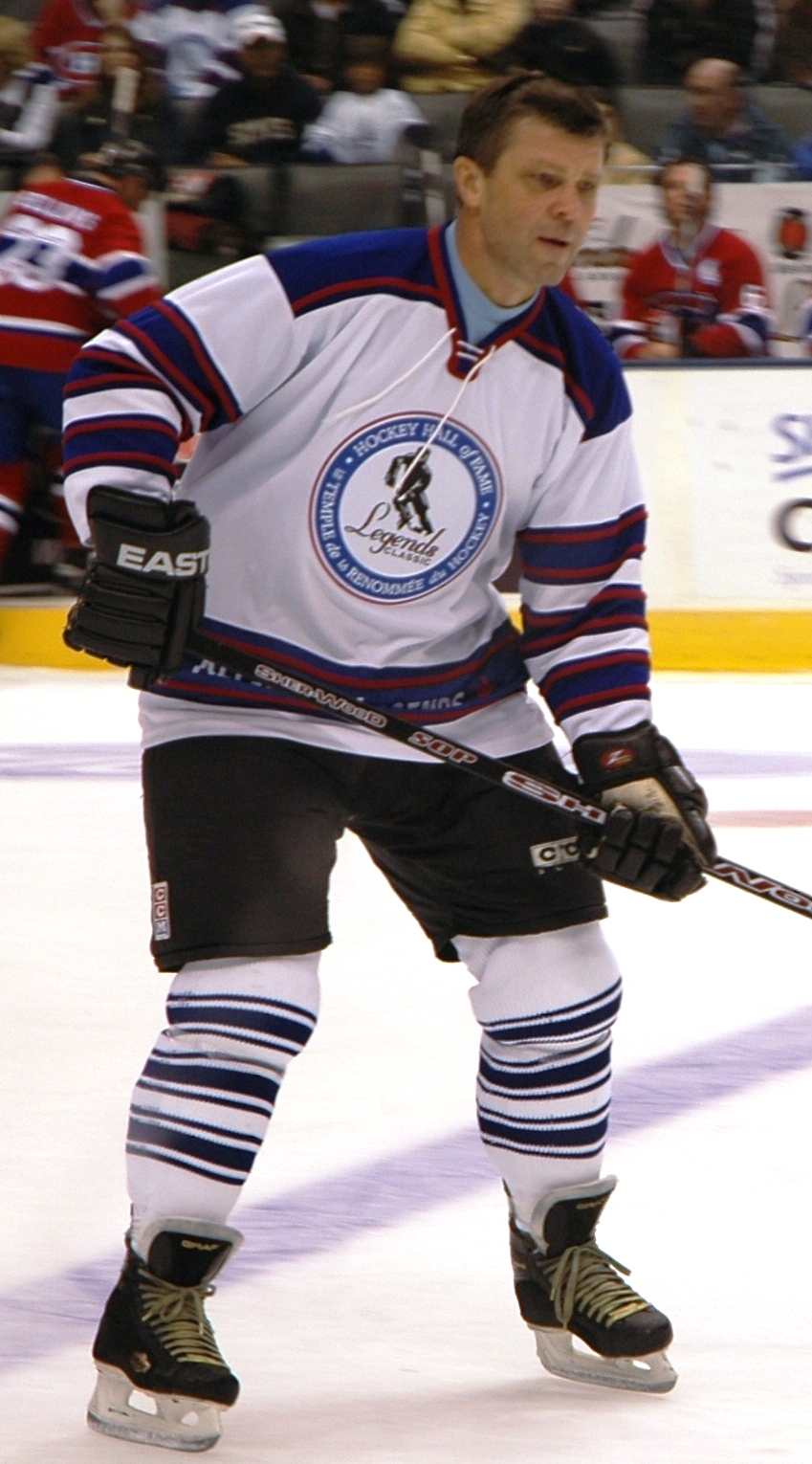
Quand Sakic fait ses débuts dans la LNH, il bénéficie de l'expérience de Peter Šťastný.

« Super Joe » fait ses débuts dans la Ligue nationale de hockey avec les Nordiques le 6 octobre 1988 contre les Whalers de Hartford. Ce soir-là, il réalise une aide, sa première passe décisive dans la LNH. Il doit attendre deux jours de plus pour inscrire le premier but de sa carrière dans la LNH. Ce but est marqué contre Sean Burke, gardien des Devils du New Jersey. Il joue cette première saison aux côtés de Peter Šťastný et porte alors le numéro 88, son numéro fétiche, le 19, étant déjà pris par Alain Côté. Il finit sa première saison avec 62 points pour 70 matchs joués mais l'équipe termine tout de même à la dernière place de sa division. Pour sa deuxième saison dans la LNH, malgré une nouvelle dernière place dans la LNH, Côté ayant pris sa retraite, Sakic peut reprendre son numéro habituel et à la fin de la saison, il totalise 102 points. Il finit meilleur pointeur de son équipe et dixième meilleur pointeur de la LNH. Au début de la saison 1989-1990, il devient capitaine de l'équipe lors des matchs disputés à domicile dans la patinoire du Colisée de Québec, tandis que Steven Finn est le capitaine des matchs à l'extérieur. Il dépasse pour la deuxième année consécutive les 100 points sur la saison (109 points) alors que l'équipe finit une nouvelle fois à la dernière place de la division et de la ligue. Il réalise également le premier combat de sa carrière contre Gary Leeman des Maple Leafs de Toronto. Son deuxième combat ne viendra que huit ans plus tard.
Au cours du repêchage 1991, les Nordiques font la une des journaux en repêchant Eric Lindros qui avait alors déjà déclaré, que même si Québec le choisissait, il ne rejoindrait cette équipe pour rien au monde. Sakic montre alors son charisme croissant dans l'équipe en déclarant : « We only want players here who have the passion to play the game. I'm tired of hearing that name. He's not here and there are a lot of others in this locker room who really care about the game. »,. Finalement, Lindros joue encore une saison en ligue junior puis est échangé aux Flyers de Philadelphie, à l'issue de multiples rebondissements. Ce transfert apporte beaucoup aux  Nordiques : Peter Forsberg, Ron Hextall, Chris Simon, Mike Ricci, Kerry Huffman, Steve Duchesne, un premier choix en 1993 (Jocelyn Thibault), un autre choix de première ronde en 1994 et 15 000 000 dollars.
Il est nommé capitaine de son équipe en 1992 et l'équipe se qualifie pour la première fois depuis six ans pour les séries éliminatoires de la Coupe Stanley avec la deuxième place de la division. L'équipe réalise la meilleure performance de son histoire avec 104 points à l'issue de la saison. À titre personnel, Sakic dépasse une nouvelle fois la barre des 100 points, la troisième fois en cinq saisons. L'équipe est néanmoins éliminée dès le premier tour des séries par les Canadiens de Montréal 4 matchs à 2.
La franchise rate les séries la saison suivante mais par la suite, les Nordiques remportent le titre de division en 1994-1995, saison écourtée par un lock-out. Sakic totalise 62 points soit 8 de moins que le total de Jaromír Jágr et Lindros meilleurs pointeurs cette saison. Malheureusement pour eux, les Nordiques sont une nouvelle fois éliminés au premier tour en six matchs, cette fois contre les Rangers de New York.
Il s'agit de la dernière saison des Nordiques au Canada : au mois de mai, le groupe COMSAT Entertainment Group annonce qu'il a trouvé un accord avec les propriétaires de l'époque et le 1er juillet 1995, il annonce officiellement que la franchise est relocalisée à Denver au Colorado.

#### Première Coupe Stanley

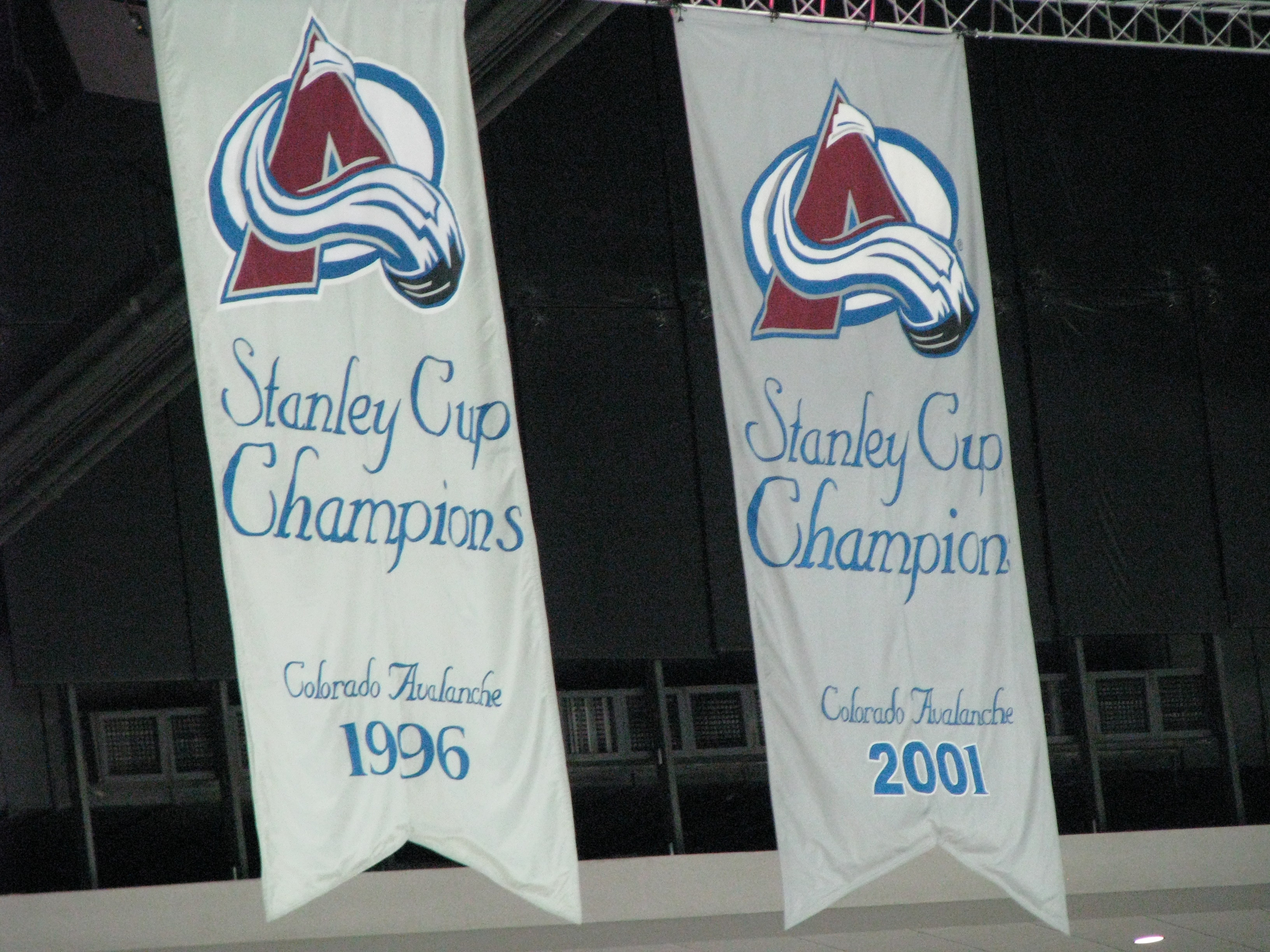
Les bannières accrochées dans la patinoire de l'Avalanche et célébrant les deux Coupes Stanley.

Pour sa première saison dans le Colorado, l'équipe termine à la première place de la division Pacifique. Associé à des joueurs comme Peter Forsberg ou Adam Foote, Sakic voit arriver un nouveau gardien en décembre en la personne de Patrick Roy en provenance des Canadiens de Montréal. Avec 120 points collectés tout au long de la saison, Sakic occupe la première place de la franchise et la troisième place au classement général derrière les deux joueurs des Penguins de Pittsburgh : Mario Lemieux et Jaromír Jágr. L'équipe bat successivement les Canucks de Vancouver (4 matchs à 2), les Blackhawks de Chicago (4-2 également) et enfin les Red Wings de Détroit pour la finale de la conférence (4-2 encore une fois). L'Avalanche menée par un Sakic performant - il inscrit 18 buts dont 6 buts pour la victoire de l'équipe et totalise 34 points - accède pour sa première saison à la finale de la Coupe Stanley. En finale, l'équipe est opposée aux Panthers de la Floride, victorieux en sept matchs des Penguins. Les joueurs de Sakic gagnent facilement les trois premiers matchs de la finale (3-1, 8-1 et 3-2) mais l'issue du quatrième match est plus disputé : il faut attendre la troisième prolongation et un but de Uwe Krupp, défenseur de l'Avalanche, pour voir l'équipe remporter sa première Coupe Stanley en quatre matchs nets. Joe Sakic, artisan de la victoire de son équipe, est également mis en avant par un trophée individuel : il reçoit le trophée Conn-Smythe en tant que meilleur joueur des séries,.

#### Les saisons suivantes

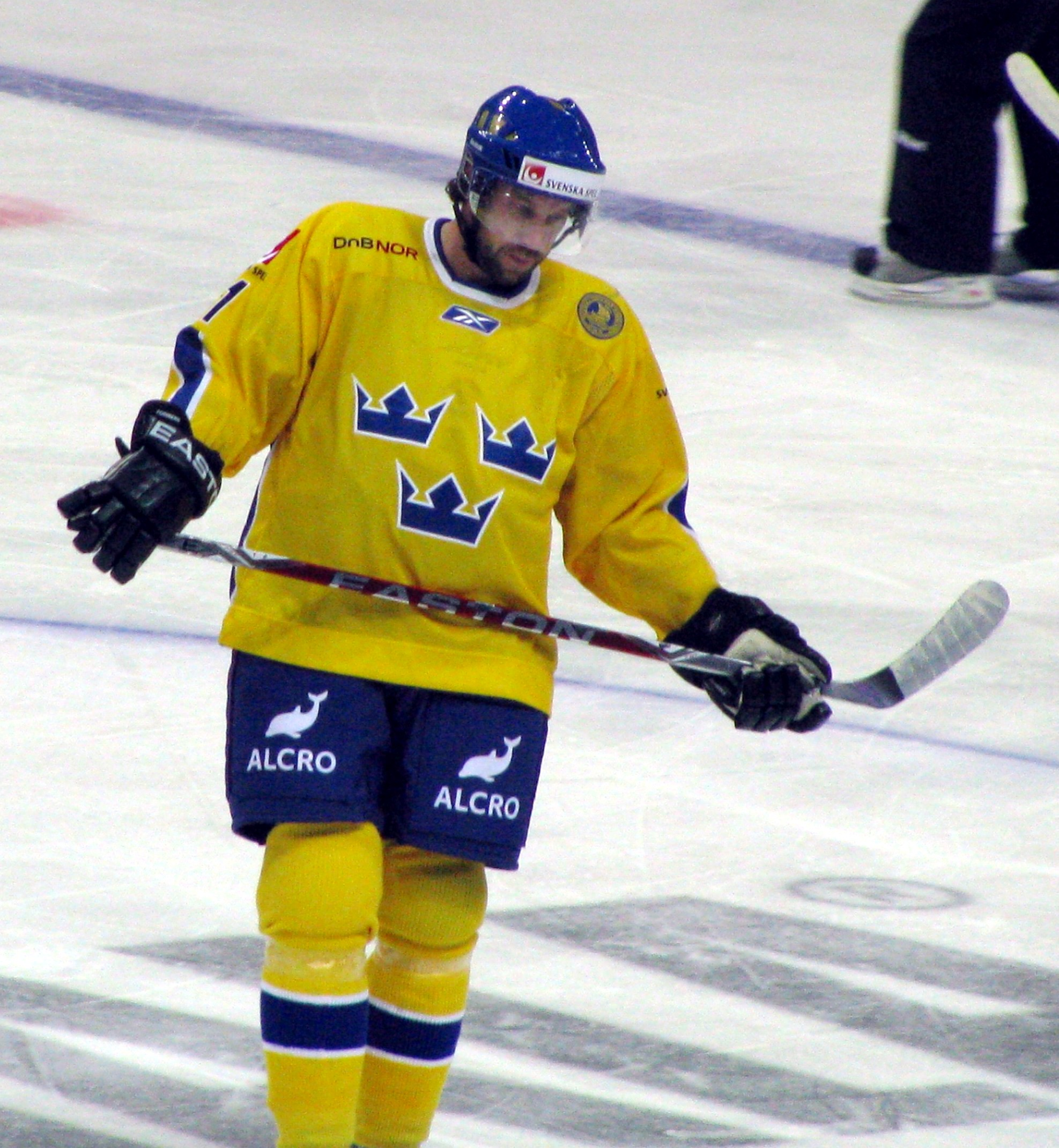
Sakic et Peter Forsberg (ici avec le maillot de l'équipe nationale de Suède) sont coéquipiers à partir de 1994-1995.

Sakic ne joue que 65 matchs lors de la saison suivante à cause d'une blessure au mollet. Il parvient tout de même à inscrire 74 points pour la première place de la division (troisième saison consécutive) et le premier Trophée des présidents de l'équipe. Il finit deuxième meilleur pointeur de la franchise derrière Peter Forsberg.Il réalise encore de très bonnes séries avec 17 passes et 8 buts mais l'équipe perd en finale de Conférence contre les futurs vainqueurs de la Coupe, les Red Wings de Détroit.
Agent libre au cours de l'été 1997, Sakic signe un pré-contrat (Offer sheet) avec les Rangers de New York pour un contrat de 21 millions de dollars sur trois saisons. L'Avalanche se met à niveau du contrat proposé à Sakic, et par la suite, ce contrat enflamme les salaires et provoque indirectement la situation de crise et la grève de 2004-2005.
Au cours de la saison 1997-1998, l'équipe est une nouvelle fois menée par Sakic mais la LNH décide d'accorder une pause à ses joueurs pour qu'ils jouent les jeux olympiques. Au cours de ces jeux, il subit une blessure au genou et manque la saison de la LNH entre février et avril 1998. Troisième meilleur pointeur de l'équipe lors de la saison (derrière Forsberg et Valeri Kamenski), il devient le meilleur buteur de l'histoire de la franchise lors des séries en inscrivant son 35e but, dépassant le record de Michel Goulet. L'équipe perd tout de même au premier tour contre les Oilers d'Edmonton, en sept matchs. En 1998-1999, il inscrit pour la quatrième fois de sa carrière plus de 40 buts. Il connaît également la deuxième bagarre de sa carrière contre Doug Gilmour des Blackhawks de Chicago en mars. L'équipe accède aux séries une nouvelle fois et alors que Sakic collecte 11 points en 19 matchs, l'équipe perd en finale de conférence contre les Stars de Dallas, futurs vainqueurs de la Coupe.
Sa saison 1999-2000 est encore une fois limitée par les blessures - il ne joue que 60 matchs - mais c'est au cours de cette saison qu'il commence à faire tomber les records de sa carrière. Le 27 décembre, il réalise une passe décisive pour un but de Chris Dingman. Il s'agit alors de son 1 000e point dans la LNH, il est le 56e joueur de l'histoire de la LNH à dépasser la barre de 1 000 points. Un peu plus tard dans la saison, en mars, il réalise le neuvième tour du chapeau de sa carrière dans la LNH et inscrit par la même son 400e but contre les Coyotes de Phoenix. C'est également pour lui l'occasion de battre le record détenu alors par Peter Šťastný du plus grand nombre de points - il totalise alors 1 049 points. Malgré ses 20 matchs en moins par rapport à Milan Hejduk, il finit à la première place des pointeurs de l'équipe avec 81 points contre 72 pour Hejduk. Peu de temps avant la date finale des transferts, Ray Bourque signe avec l'Avalanche. Il évoluait depuis le début de sa carrière dans la LNH avec les Bruins de Boston et se sentant vieillir souhaite tenter de remporter une Coupe Stanley. Il rejoint alors l'équipe avec Dave Andreychuk en retour de Brian Rolston, Martin Grenier, Samuel Påhlsson ainsi qu'un choix de repêchage.
Cependant, l'Avalanche chute une nouvelle fois en finale de conférence, une nouvelle fois contre les Stars et une nouvelle fois en sept matchs. Les Stars seront, par la suite, battus par les Devils du New Jersey de Scott Stevens.

#### La deuxième Coupe Stanley

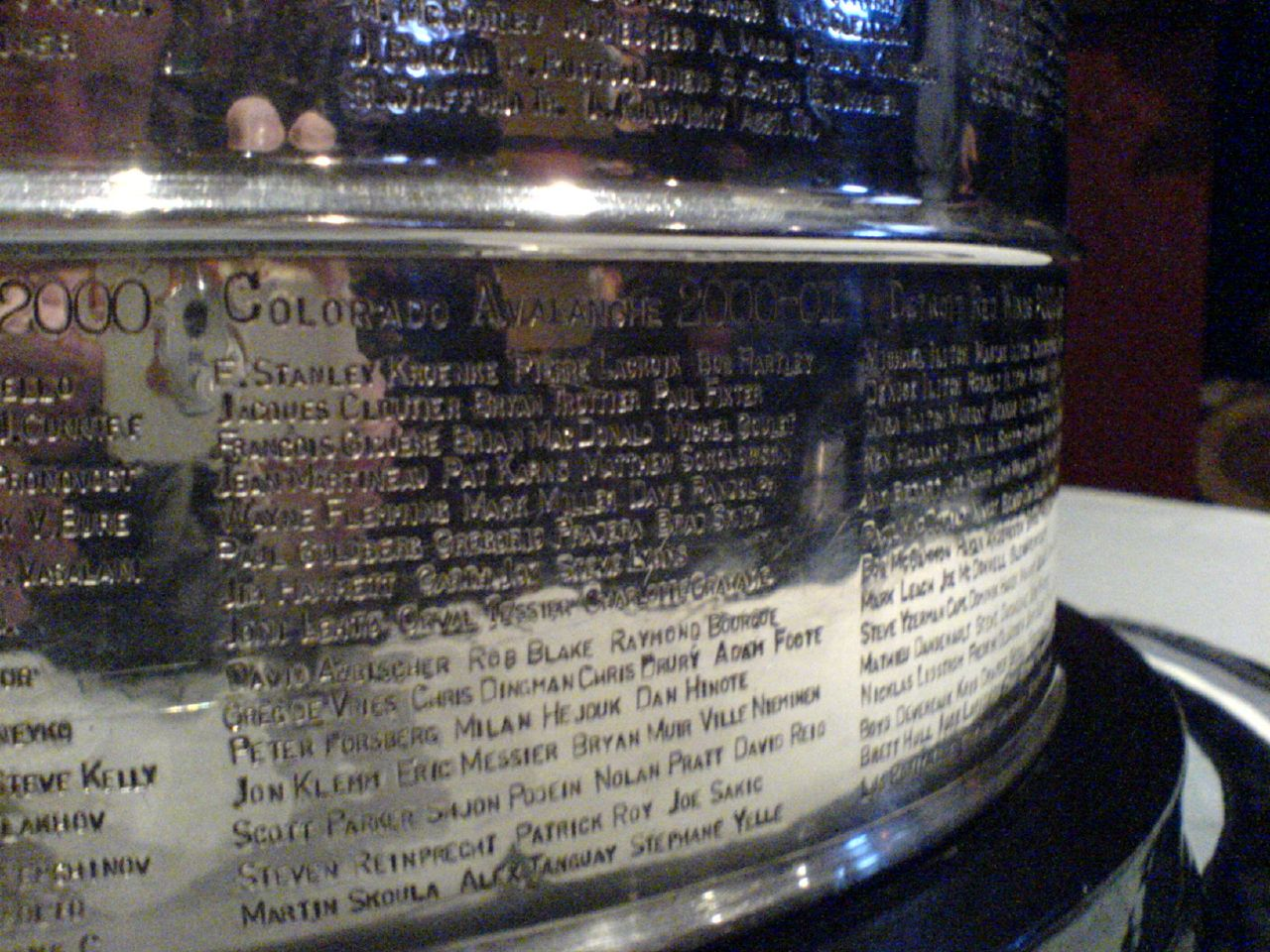
Photographie de la Coupe Stanley, avec le nom des vainqueurs de 2001 gravés.

Sakic dépasse une nouvelle fois la barre des 100 points lors de la saison 2000-2001 avec 54 buts et 64 aides. Il finit malgré tout à la deuxième place des meilleurs pointeurs de la ligue, derrière les 121 points de Jaromír Jágr et deuxième buteur derrière Pavel Bure. Il est tout de même le joueur avec le plus de buts vainqueurs, le plus de points en supériorité numérique (46) ainsi que le meilleur ratio +/- de la ligue, à égalité avec Patrik Eliáš des Devils du New Jersey.
L'équipe finit à la première place du classement de la saison, pour la deuxième fois de son histoire et débute les séries en tant que favorite. Ils éliminent tour à tour les Canucks de Vancouver (4 matchs à 0), les Kings de Los Angeles (4-3) puis les Blues de Saint-Louis (4-1) pour parvenir à la finale de la Coupe Stanley pour la deuxième fois de leur histoire. Avec Peter Forsberg et Éric Messier, ils inscrivent les trois buts les plus rapides de l'histoire de la franchise avec trois buts en 38 secondes lors du quatrième match contre les Canucks. Il manque tout de même deux matchs lors de la série contre les Blues à cause d'une blessure à l'épaule et revient pour le cinquième match. Il inscrit le but de la victoire et de la série au bout de 24 secondes de la prolongation de ce match.
L'équipe remporte par la suite la victoire contre les Devils en sept matchs et alors qu'il reçoit la Coupe, Sakic refuse de la soulever. Même si traditionnellement, c'est le capitaine de l'équipe qui remporte la victoire qui soulève le premier la coupe, son premier geste est de la donner à Ray Bourque pour que celui-ci puisse enfin, après 22 saisons jouées, avoir cet honneur,.
Avec 13 buts et 26 points, il est le meilleur attaquant des séries mais c'est son coéquipier, Patrick Roy qui remporte le trophée du meilleur joueur, le trophée Conn-Smythe. Sakic est tout de même sur les devants de la scène en remportant les trophées Hart - trophée du meilleur joueur selon les médias, Lady Byng - trophée du joueur avec le meilleur état d'esprit et Lester-B.-Pearson - trophée du meilleur joueur selon ses pairs.

#### Entre 2001 et 2006
À la suite de cette deuxième Coupe, Sakic fait encore une belle saison 2001-2002 et le 9 mars 2002, il joue son 1 000e matchs dans la LNH contre les Kings de Los Angeles. Encore une fois, il finit premier pointeur de l'équipe, le sixième au total sur la ligue avec 79 points contre 96 pour Jarome Iginla et encore une fois l'équipe se qualifie pour les séries. Après avoir éliminé les Kings et les Sharks de San José, l'Avalanche chute en finale de conférence contre les futurs vainqueurs de la Coupe, les Red Wings.
Il manque presque la moitié de la saison suivante et n'inscrit que 58 points en autant de matchs, le plus faible total de sa carrière. Avec leur capitaine diminué, les joueurs de l'Avalanche parviennent quand même à se qualifier pour les séries mais ils perdent au premier tour contre le Wild du Minnesota en sept matchs. Sakic rebondit en 2003-2004 en inscrivant 87 points, le troisième total de la ligue derrière Ilia Kovaltchouk avec le même nombre de points mais huit buts de plus et Martin Saint-Louis avec 94 points. Pour la première fois depuis 1994, l'équipe ne remporte pas le titre de division au cours de la saison régulière mais elle se qualifie tout de même pour les séries (défaite par la suite en demi-finale de conférence). Au cours d'un match de la saison, il devient le premier joueur depuis Maurice Richard à inscrire six buts en prolongation.
Alors que de nombreux joueurs choisissent de partir jouer en Europe ou dans les ligues mineures, Sakic préfère profiter de la saison 2004-2005, annulée en raison d'un lock-out, pour se reposer. Il revient au jeu pour la saison suivante. Malgré tout, cette grève a permis à la ligue et l'Association des joueurs de la Ligue nationale de hockey de s'entendre sur une nouvelle convention collective. Pour l'Avalanche, les conséquences sont immédiates : ils doivent abaisser leur masse salariale pour pouvoir continuer dans la ligue. L'équipe est alors obligée de laisser partir plusieurs joueurs talentueux mais onéreux (Peter Forsberg et Adam Foote) pour pouvoir conserver d'autres talents. Ainsi, à eux deux, Sakic et Rob Blake représentent 13 millions de dollars alors que le plafond par équipe est fixé à 39 millions. Sakic prend tout de même les choses en main en jouant l'intégralité des matchs de son équipe, récoltant une nouvelle fois 87 points à l'issue de la saison. Finalement, l'équipe est éliminée en demi-finale de conférence par les Mighty Ducks d'Anaheim.

#### Après 2006

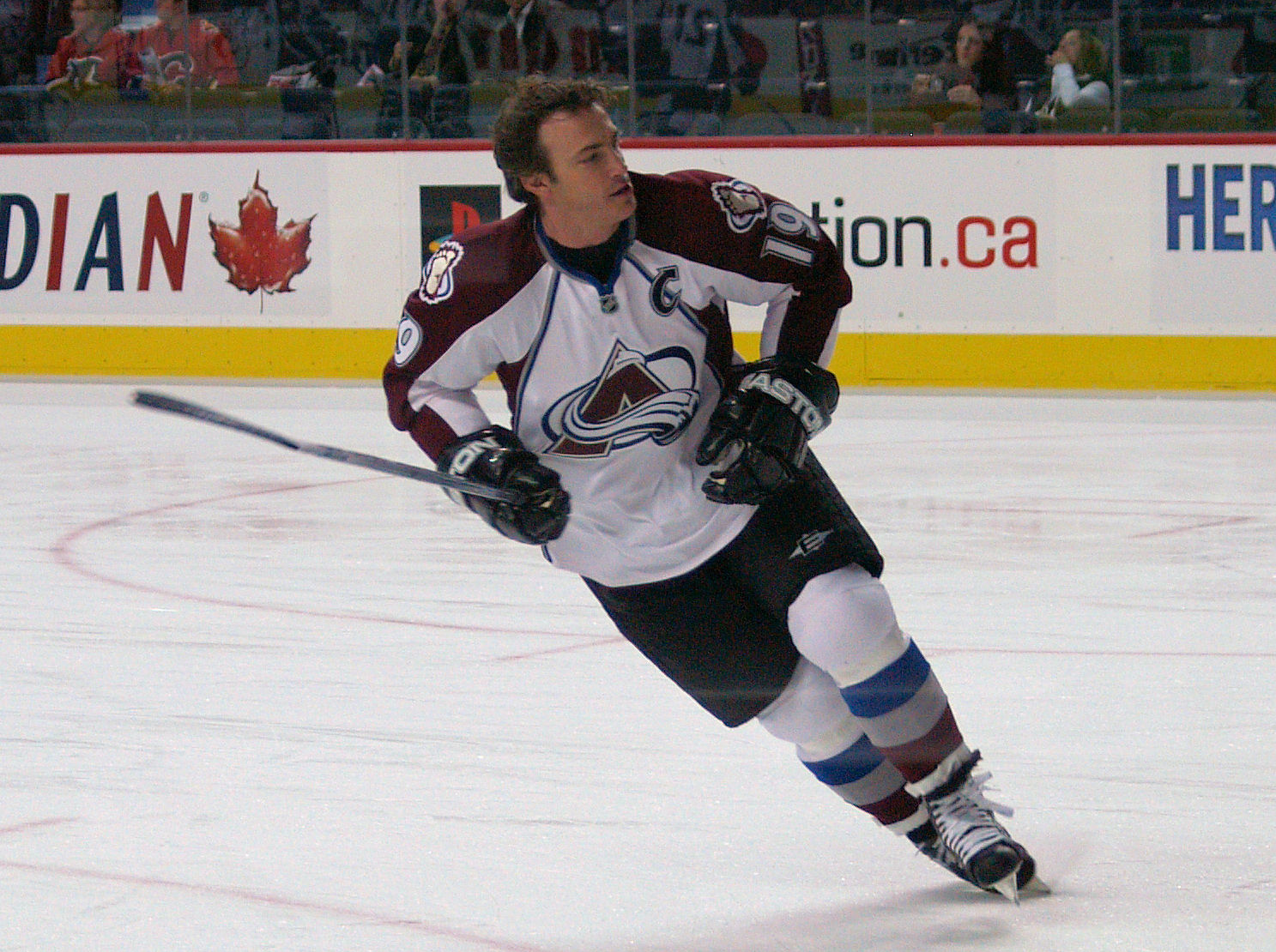
Sakic, le soir de son 1600e point de sa carrière, le 26 octobre 2007.

En juin 2006, il signe une prolongation de contrat pour un an de plus. Il connaît alors encore une fois une bonne saison en atteignant la barre des 100 points et devient par la même occasion le deuxième joueur de l'histoire de la LNH à atteindre cette barre symbolique à plus de 37 ans, le premier étant Gordie Howe en 1968-1969 (il était alors âgé de 40 ans). Premier de l'équipe que ce soit pour le nombre de passes, de buts ou de points, il est le sixième meilleur pointeur de la LNH derrière Sidney Crosby et ses 120 points. Tout au long de la saison, il dépasse des barres symboliques. Ainsi, le 25 octobre 2006, il réalise son 1 500e point de carrière (onzième joueur de l'histoire de la LNH). Le 17 février 2007, lors d'un match contre les Flames de Calgary, il inscrit son 600e but de carrière. Ce soir là, il inscrit un total de 5 points et seuls trois joueurs de plus de 37 ans ont déjà inscrits 5 points en une soirée de hockey dans l'histoire de la LNH : Mario Lemieux âgé de 40 ans en 2005, Brett Hull tout juste âgé de 37 en 2002 et Wayne Gretzky à l'âge de 38 ans en 1999. Huit jours plus tard, il joue le 1 300e match de sa carrière dans la LNH mais malgré tout l'équipe ne parvient pas à se qualifier pour les séries éliminatoires. C'est la première fois en onze saisons que l'équipe rate les séries, la première depuis que la franchise joue dans le Colorado.
Le 9 avril, alors que la saison régulière vient de se terminer, il signe un contrat pour une saison de plus et un salaire de 6,75 million de dollars. Il déclare alors qu'en raison de son âge, il préfère signer des contrats d'une année sur l'autre plutôt que des contrats de plus longue durée.
Il commence donc sa dix-neuvième saison dans la LNH avec la franchise pour la saison 2007-2008 et le soir du 26 octobre, en inscrivant un but au gardien des Flames Miikka Kiprusoff, il devient le huitième joueur de l'histoire de la LNH à dépasser les 1 600 points en carrière. Les sept autres joueurs sont Wayne Gretzky, Mark Messier, Gordie Howe, Ron Francis, Marcel Dionne, Steve Yzerman et Mario Lemieux. Le 27 décembre 2007, il est opéré afin de soigner plus rapidement une hernie qui lui a déjà fait manquer 12 matchs de la saison régulière. Finalement, il revient au jeu en février manquant un total de 38 matchs, sa plus grande interruption de carrière. Le 22 mars 2008, il réalise sa 1 000e passe décisive au cours de sa carrière, ceci malgré la défaite 7-5 de son équipe contre les Oilers d'Edmonton. Il devient alors le onzième joueur de l'histoire de la ligue à dépasser cette barre symbolique. Les autres joueurs sont alors : Gretzky, Francis, Messier, Bourque, Coffey, Oates, Yzerman, Howe, Dionne et Lemieux. L'équipe finit sa saison à la deuxième place de sa division et se qualifie pour les séries. Le premier tour est joué contre le Wild du Minnesota, premier de la division lors de la saison régulière et six matchs sont nécessaires pour voir l'Avalanche l'emporter. L'équipe perd tout de même au deuxième tour des séries en chutant lourdement contre les champions de la saison régulière, les Red Wings de Détroit. Ils sont balayés en 4 matchs secs et sur le plan personnel, Sakic finit les séries comme meilleur pointeur de l'équipe avec 10 points en autant de matchs.

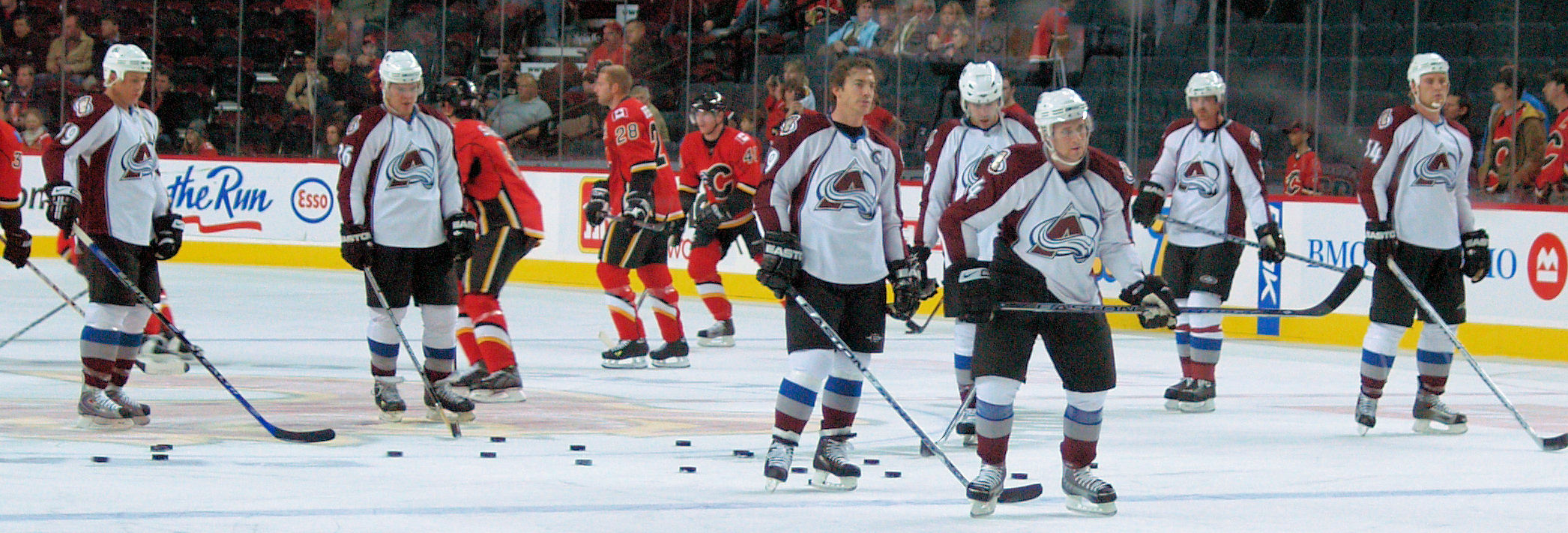
Sakic et les Avalanches contre les Flames de Calgary en octobre 2007.

Après une longue réflexion au sujet de son avenir en tant que joueur, il décide de jouer une autre saison avec l'Avalanche pour 2008-2009. Il est ennuyé par une hernie discale en novembre 2008 ce qui lui fait rater quelques parties. Au cours de sa convalescence, il subit une autre blessure, cette fois se fracturant trois doigts en déblayant l'entrée de sa demeure avec une souffleuse à neige. Il profite de cette malchance pour subir une chirurgie pour régler une hernie discale subit plus tôt. Il ne revient pas au jeu lors de cette ultime saison et finalement annonce officiellement sa retraite le 9 juillet 2009.
Lors du premier match de l'Avalanche de la saison 2009-2010 au Pepsi Center, le 1er octobre 2009, le numéro 19 de Joe Sakic est retiré au cours d'une cérémonie avant la rencontre.

### Carrière internationale
Sakic est sélectionné pour la première fois pour représenter le Canada à l'occasion du championnat du monde junior 1988. Les Canadiens sont à la lutte avec les Soviétiques pour la médaille d'or mais à la veille de l'affrontement entre les deux nations, Aleksandr Moguilny joueur clé et meilleur buteur de l'exercice se blesse, permettant sans doute aux Canadiens de remporter le match 3 à 2 puis la médaille d'or.
La compétition internationale suivante à laquelle participe Sakic est l'édition 1991 du championnat du monde. À l'issue du premier tour, le Canada est classé troisième et la poule finale se joue alors sur trois matchs. Le Canada fait match nul contre les Suédois puis contre les Soviétiques avant de battre 9-4 les États-Unis. Cela n'est pas suffisant pour dépasser les Suédois au classement et Sakic remporte la médaille d'argent. Avec 6 buts et 5 passes, Sakic finit troisième meilleur pointeur de l'édition à égalité avec Teemu Selänne et Valeri Kamenski, trois longueurs derrière Mats Sundin. Il repart du championnat du monde après avoir découvert la qualité de patinage des joueurs européens sur les patinoires et se sent alors piètre patineur en comparaison. Au printemps, le Canada se prépare pour jouer la Coupe Canada 1991 mais alors que Sakic avait travaillé dur depuis le championnat du monde, il est le premier joueur du tournoi de préparation à être écarté par Mike Keenan, entraîneur de l'équipe.

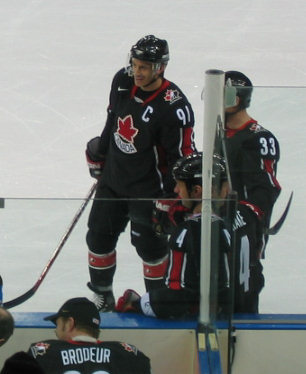
Sakic avec l'équipe du Canada lors des Jeux olympiques de 2006, à Turin.

En 1994, il est sélectionné une nouvelle fois pour le championnat du monde. Le Canada fait alors partie du groupe A avec l'Italie, l'Allemagne, la Grande-Bretagne et la Russie. Le Canada remporte la première place du groupe notamment grâce à Brendan Shanahan, auteur de trois buts contre l'Allemagne, mais également grâce à Sakic qui marque un but et récolte deux mentions d'assistances lors des dix dernières minutes du match contre la Russie. Après avoir bataillé au premier tour des play-offs contre la République tchèque (3-2), les Canadiens écrasent les Suédois en demi-finale sur le score de 6 à 0. Dans l'autre demi-finale, les Finlandais font subir un sort similaire aux Américains, 8-0. La finale se joue jusqu'aux tirs de fusillade et finalement, le Canada remporte sa première médaille d'or en championnat depuis 1961.
À partir de 1994, sa franchise (les Nordiques puis l'Avalanche) se qualifie systématiquement pour les séries, par suite Sakic ne peut pas participer aux différentes éditions suivantes du championnat du monde. En 1996, l'ancienne Coupe Canada est remplacée par la Coupe du monde et Sakic participe à la première édition de cette nouvelle compétition. Huit nations participent à la course à la victoire et Sakic joue sur la même ligne que Steve Yzerman et Theoren Fleury. Finalement, il n'est pas au meilleur de sa forme en ne marquant que deux buts et deux aides en huit matchs, loin derrière les onze points de Brett Hull, champion face au Canada avec les Américains.
Joe Sakic participe pour la première fois de sa carrière aux jeux olympiques d'hiver en 1998 à Nagano, la LNH décidant pour la première fois de faire une « pause olympique ». Cette pause se relève néfaste pour Sakic qui se blesse au genou au quatrième match et manque la suite de la compétition et la suite de la saison de la LNH,. Il prend sa revanche lors des jeux de 2002 joués à Salt Lake City. Pour cette édition, Mario Lemieux est nommé capitaine de l'équipe et Michael Peca, Chris Pronger, Steve Yzerman et Sakic sont désignés les capitaines-adjoints de l'équipe.
Vexés d'avoir fini quatrièmes quatre ans plus tôt, les Canadiens abordent le tournoi en tant que favoris de la compétition. Néanmoins la compétition démarre mal pour les Canadiens, battus dès le premier match par la Suède 5 buts à 2. Une victoire difficile face à l'Allemagne 3 buts à 2, et un match nul face aux Tchèques, 3 partout, suffisent pour qualifier le Canada en quart-de-finale, sans pour autant se rassurer. En quart, le Canada écarte pourtant l'une des « grosses équipes » du tournoi, la Finlande, sur la marque de 2 buts à 1. En demi-finale, le Canada qui monte en puissance, domine facilement 7 buts à 1, la modeste, mais pourtant surprise du tournoi, équipe de Biélorussie. En finale le Canada affronte le voisin américain, le dominant 5 buts à 2. Joe Sakic, avec ses 7 points, finit meilleur pointeur des Canadiens et le quatrième meilleur pointeur du tournoi derrière Mats Sundin totalisant 9 points. Il est sélectionné dans l'équipe type du tournoi en compagnie des Américains : Mike Richter, Chris Chelios, Brian Leetch et John LeClair ainsi que du joueur Suédois, Sundin. Il finit également meilleur attaquant du tournoi,. Il devient membre du Club Triple Or, groupe de joueurs ayant remporté au moins une Coupe Stanley ainsi qu'une édition du championnat du monde et une autre des Jeux olympiques
Il porte à nouveau le maillot national deux ans plus tard pour l'édition 2004 de la Coupe du monde. Encore une fois sous la houlette de Lemieux en tant que capitaine, l'équipe remporte la première place et Sakic finit avec 6 points, deuxième pointeur de l'équipe, derrière Vincent Lecavalier avec 7 points, et huitième au total derrière Fredrik Modin avec 8 points.
En 2006, il est désigné capitaine de l'équipe nationale pour les Jeux olympiques de Turin. Encore une fois favorite pour la médaille d'or, l'équipe ne réussit pas finalement à être à la hauteur des espérances du pays. Troisième à l'issue du premier tour, l'équipe se fait éliminer en quart-de-finale sur le score de 2 buts à 0 par les Russes. Il finit le tournoi avec 3 points bien loin derrière le Finlandais Teemu Selänne et ses onze points.

## Vie de famille
Joe est le fils de Slavica et Marijan, immigrés de Croatie, et donc sa langue maternelle est le croate. Son père fournit tout ce qu'il faut à la famille pour qu'elle puisse vivre mais personne n'est censé se reposer sur ses lauriers. Marijan n'hésite jamais à appeler son fils pour le réprimander à propos de certains matchs. Brian, né en 1971, est le frère cadet de Joe et jouera également dans la Ligue de hockey de l'Ouest pour l'équipe des Broncos de Swift Current.
Après avoir fait ses débuts dans la ville de Swift Current, il y rencontre Debbie et l'épouse. Par la suite, le couple prendra toujours le temps de revenir dans la ville natale de Debbie entre deux saisons. Ils ont leur premier enfant en 1996, Mitchell, puis ont des jumeaux, Chase et Kamryn, en 2000.

## Statistiques
| Saison     | Équipe                   | Ligue      |       | Saison régulière | Saison régulière | Saison régulière | Saison régulière | Saison régulière |    | Séries éliminatoires | Séries éliminatoires | Séries éliminatoires | Séries éliminatoires | Séries éliminatoires |
| Saison     | Équipe                   | Ligue      | PJ    | B                | A                | Pts              | Pun              | PJ               | B  | A                    | Pts                  | Pun                  |                      |                      |
| 1985-1986  | Burnaby BC Selects       | BCAHA      | 80    | 83               | 73               | 156              | 96               | -                | -  | -                    | -                    | -                    |                      |                      |
| 1985-1986  | Broncos de Lethbridge    | LHOu       | 3     | 0                | 0                | 0                | 0                | -                | -  | -                    | -                    | -                    |                      |                      |
| 1986-1987  | Broncos de Swift Current | LHOu       | 72    | 60               | 73               | 133              | 31               | 4                | 0  | 1                    | 1                    | 0                    |                      |                      |
| 1987-1988  | Broncos de Swift Current | LHOu       | 64    | 78               | 82               | 160              | 64               | 10               | 11 | 13                   | 24                   | 12                   |                      |                      |
| 1988-1989  | Nordiques de Québec      | LNH        | 70    | 23               | 39               | 62               | 24               | -                | -  | -                    | -                    | -                    |                      |                      |
| 1989-1990  | Nordiques de Québec      | LNH        | 80    | 39               | 63               | 102              | 27               | -                | -  | -                    | -                    | -                    |                      |                      |
| 1990-1991  | Nordiques de Québec      | LNH        | 80    | 48               | 61               | 109              | 24               | -                | -  | -                    | -                    | -                    |                      |                      |
| 1991-1992  | Nordiques de Québec      | LNH        | 69    | 29               | 65               | 94               | 20               | -                | -  | -                    | -                    | -                    |                      |                      |
| 1992-1993  | Nordiques de Québec      | LNH        | 78    | 48               | 57               | 105              | 40               | 6                | 3  | 3                    | 6                    | 2                    |                      |                      |
| 1993-1994  | Nordiques de Québec      | LNH        | 84    | 28               | 64               | 92               | 18               | -                | -  | -                    | -                    | -                    |                      |                      |
| 1994-1995  | Nordiques de Québec      | LNH        | 47    | 19               | 43               | 62               | 30               | 6                | 4  | 1                    | 5                    | 0                    |                      |                      |
| 1995-1996  | Avalanche du Colorado    | LNH        | 82    | 51               | 69               | 120              | 44               | 22               | 18 | 16                   | 34                   | 14                   |                      |                      |
| 1996-1997  | Avalanche du Colorado    | LNH        | 65    | 22               | 52               | 74               | 34               | 17               | 8  | 17                   | 25                   | 14                   |                      |                      |
| 1997-1998  | Avalanche du Colorado    | LNH        | 64    | 27               | 36               | 63               | 50               | 6                | 2  | 3                    | 5                    | 6                    |                      |                      |
| 1998-1999  | Avalanche du Colorado    | LNH        | 73    | 41               | 55               | 96               | 29               | 19               | 6  | 13                   | 19                   | 8                    |                      |                      |
| 1999-2000  | Avalanche du Colorado    | LNH        | 60    | 28               | 53               | 81               | 28               | 17               | 2  | 7                    | 9                    | 8                    |                      |                      |
| 2000-2001  | Avalanche du Colorado    | LNH        | 82    | 54               | 64               | 118              | 30               | 21               | 13 | 13                   | 26                   | 6                    |                      |                      |
| 2001-2002  | Avalanche du Colorado    | LNH        | 82    | 26               | 53               | 79               | 18               | 21               | 9  | 10                   | 19                   | 4                    |                      |                      |
| 2002-2003  | Avalanche du Colorado    | LNH        | 58    | 26               | 32               | 58               | 24               | 7                | 6  | 3                    | 9                    | 2                    |                      |                      |
| 2003-2004  | Avalanche du Colorado    | LNH        | 81    | 33               | 54               | 87               | 42               | 11               | 7  | 5                    | 12                   | 8                    |                      |                      |
| 2005-2006  | Avalanche du Colorado    | LNH        | 82    | 32               | 55               | 87               | 60               | 9                | 4  | 5                    | 9                    | 6                    |                      |                      |
| 2006-2007  | Avalanche du Colorado    | LNH        | 82    | 36               | 64               | 100              | 46               | -                | -  | -                    | -                    | -                    |                      |                      |
| 2007-2008  | Avalanche du Colorado    | LNH        | 44    | 13               | 27               | 40               | 20               | 10               | 2  | 8                    | 10                   | 0                    |                      |                      |
| 2008-2009  | Avalanche du Colorado    | LNH        | 15    | 2                | 10               | 12               | 6                | -                | -  | -                    | -                    | -                    |                      |                      |
| Totaux LNH | Totaux LNH               | Totaux LNH | 1 378 | 625              | 1 016            | 1 641            | 614              | 172              | 84 | 104                  | 188                  | 78                   |                      |                      |

| Année | Équipe        | Compétition                 |    | PJ | B | A  | Pts | Pun               |  | Résultat |
| 1987  | Canada junior | -                           | 1  | 0  | 0 | 0  | 0   |                   |  |          |
| 1988  | Canada junior | Championnat du monde junior | 7  | 3  | 1 | 4  | 2   | Médaille d'or     |  |          |
| 1991  | Canada        | Championnat du monde        | 10 | 6  | 5 | 11 | 0   | Médaille d'argent |  |          |
| 1994  | Canada        | Championnat du monde        | 8  | 4  | 3 | 7  | 27  | Médaille d'or     |  |          |
| 1996  | Canada        | Coupe du monde              | 8  | 2  | 2 | 4  | 6   | Médaille d'argent |  |          |
| 1998  | Canada        | Jeux olympiques d'hiver     | 4  | 1  | 2 | 3  | 4   | Quatrième place   |  |          |
| 2002  | Canada        | Jeux olympiques d'hiver     | 6  | 4  | 3 | 7  | 0   | Médaille d'or     |  |          |
| 2004  | Canada        | Coupe du monde              | 6  | 4  | 2 | 6  | 2   | Médaille d'or     |  |          |
| 2006  | Canada        | Jeux olympiques d'hiver     | 6  | 1  | 2 | 3  | 0   | Septième place    |  |          |

## Trophées et honneurs personnels

### Ligue de hockey de l'Ouest
- 1986-1987 : sélectionné dans la seconde équipe type de l'Est, joueur de la saison pour la conférence de l'Est et trophée Jim-Piggott
- 1987-1988 : sélectionné dans la première équipe type de l'Est, meilleur joueur de la saison (trophée commémoratif des quatre Broncos) et meilleur buteur (trophée Bob-Clarke)

### Ligue canadienne de hockey
- 1987-1988 : joueur de la saison

### Ligue nationale de hockey
- Participations au Match des étoiles de la LNH : 1990, 1991, 1992, 1993, 1994, 1996, 1998, 2000, 2001, 2002, 2004, 2007
- Première équipe d'étoiles du Match des étoiles de la LNH : 2001, 2002, 2004, 2007
- 1995-1996 : coupe Stanley et trophée Conn-Smythe
- 2000-2001 : coupe Stanley, trophées Lady Byng, Lester-B.-Pearson et Hart
- 2017 : nommé parmi les 100 plus grands joueurs de la LNH à l'occasion du centenaire de la ligue[78]
- 2021-2022 :
  - champion de la coupe Stanley en tant que directeur général de l'Avalanche du Colorado
  - remporte le trophée Jim-Gregory (meilleur directeur général)

Le seul joueur de l'histoire de la LNH à avoir obtenu plus de 100 points lors de deux saisons consécutives et avec une équipe ayant terminé en dernière position (1989-1990 et 1990-1991).

### Records avec l'Avalanche
Ayant évolué toute sa carrière avec les Nordiques puis avec l'Avalanche, il possède la grande majorité des records de la franchise, :
- Matchs joués : 1 378
- Buts inscrits : 625
- Buts inscrits pour la victoire : 86
- Buts en infériorité numérique sur une saison : 6 buts en 1995-1996
- Aides : 1 016
- Points : 1 641